# Zuzana Voglicková
Zuzana Voglicková byla hospodyní šumperského děkana Kryštofa Aloise Lautnera od podzimu 1673, kdy mu zemřela matka, která mu do té doby vedla domácnost. Byla proslulá svou neobyčejnou krásou. Soudcem Bobligem byla obviněna z čarodějnictví. Zpočátku statečně vzdorovala, vydržela drcení palců palečnicemi, nakonec však její odpor zlomila obávaná španělská bota. Popravena byla spolu s Marií Sattlerovou 7. prosince 1682. Vzhledem k údajnému znesvěcení hostie jí byly žhavými kleštěmi uštípnuty tři prsty na pravé ruce, poté byla sťata a tělo i s prsty spáleno.